# Pont-Remy Communal Cemetery
Pont-Remy Communal Cemetery is een begraafplaats gelegen in de Franse plaats Pont-Remy (Somme). De militaire graven worden onderhouden door de Commonwealth War Graves Commission.
De begraafplaats telt 2 geïdentificeerde Gemenebest graven uit de Tweede Wereldoorlog.